# 中国科学院大学数学科学学院
中国科学院大学数学科学学院是2012年中国科学院大学与中国科学院数学与系统科学研究院联合组建成立。数学科学学院的前身是中国科学院研究生院数学系。

## 主要专业
- 应用统计
- 基础数学
- 计算数学
- 概率论与数理统计
- 应用数学
- 运筹学与控制论

## 历任院长
1. 第一任　2012年至今　院长：席南华